# (7359) Messier
(7359) Messier ist ein Asteroid des äußeren Hauptgürtels. Er wurde am 16. Januar 1996 von Astronomen des Kleť-Observatoriums am Kleť-Observatorium (IAU-Code 046) in Südböhmen auf dem Kleť in der Nähe der Stadt Český Krumlov entdeckt.
Der Asteroid wurde nach dem französischen Astronomen Charles Messier (1730–1817) benannt, der als erster systematischer Kometenjäger gilt und mit dem Messier-Katalog ein später nach ihm benanntes Verzeichnis von astronomischen Objekten wie Galaxien, Sternenhaufen und Nebel schuf.